# یوهان لاکروا
یوهان لاکروا (انگلیسی: Yohann Lacroix؛ زادهٔ ۱ فوریهٔ ۱۹۸۵) بازیکن فوتبال اهل فرانسه است.
از باشگاه‌هایی که در آن بازی کرده‌است می‌توان به باشگاه فوتبال لیل و باشگاه فوتبال تامپینس روفرز اشاره کرد.